# Région du Littoral
La région du Littoral est l'une des dix régions du Cameroun, située dans le sud-ouest du pays. Son chef-lieu est Douala.

## Géographie
La région couvre une superficie de 20 248 km2 soit 4,3 % du territoire national. Située à l'ouest du pays, elle est limitrophe de quatre régions camerounaises et des golfes atlantiques de Guinée dont le golfe du Biafra.
| Région du Sud-Ouest | Région de l'Ouest        |                  |
| Golfe de Guinée     | Littoral                 | Région du Centre |
|                     | Région du Sud (Cameroun) |                  |

## Subdivisions

### Départements

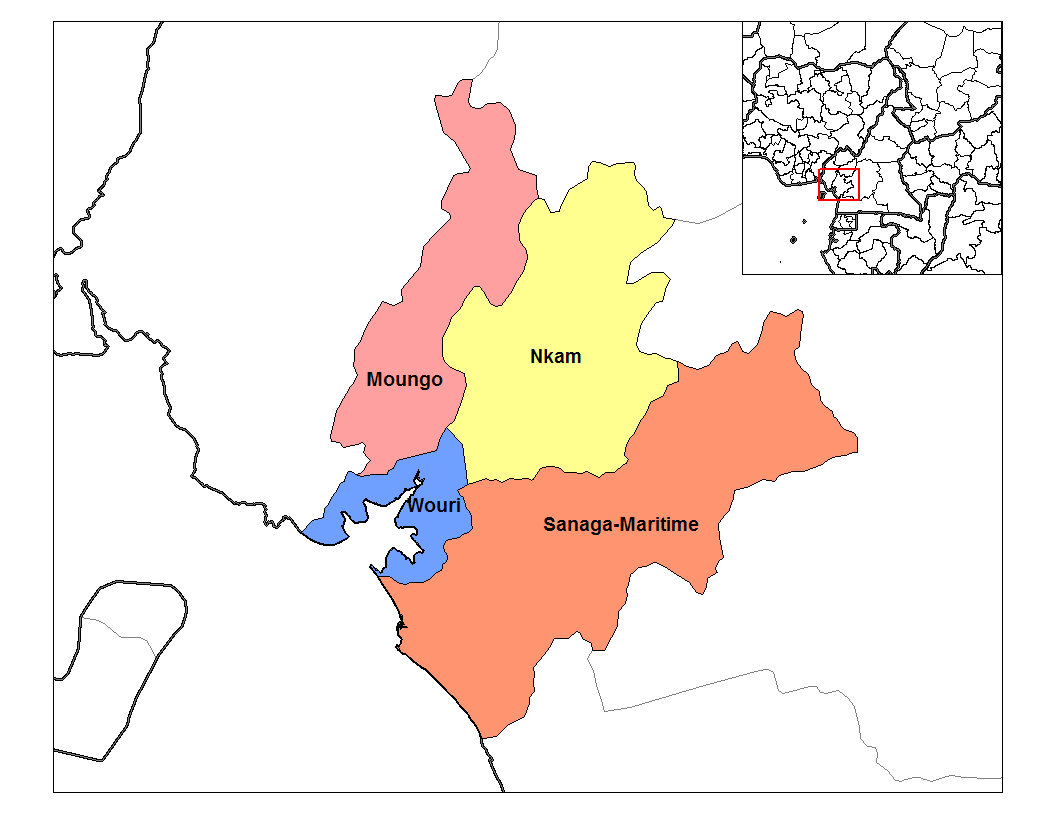
Carte de la région et ses départements

La région qui est composée de 4 départements couvre une superficie de  20 239 km2 et abrite plus de 2 202 340 habitants.
| Département     |  | Chef-lieu  | Superficie | Population (2001) | Population (2015) |
| --------------- |  | ---------- | ---------- | ----------------- | ----------------- |
| Moungo          |  | Nkongsamba | 3723       | 452 722           | 506 857           |
| Nkam            |  | Yabassi    | 6291       | 36 979            | 49 090            |
| Sanaga-Maritime |  | Édéa       | 9311       | 167 661           | 216 935           |
| Wouri           |  | Douala     | 923        | 1 514 978         | 2 582 096         |

### Arrondissements
La région compte 34 arrondissements.

### Communes
La région compte 3 communautés urbaines, 11 communes d'arrondissement et 23 communes.
Les trois communautés urbaines sont :
- Douala et ses 6 communes d'arrondissement ;
- Nkongsamba et 3 communes d'arrondissement ;
- Édéa et 2 communes[5].

## Population

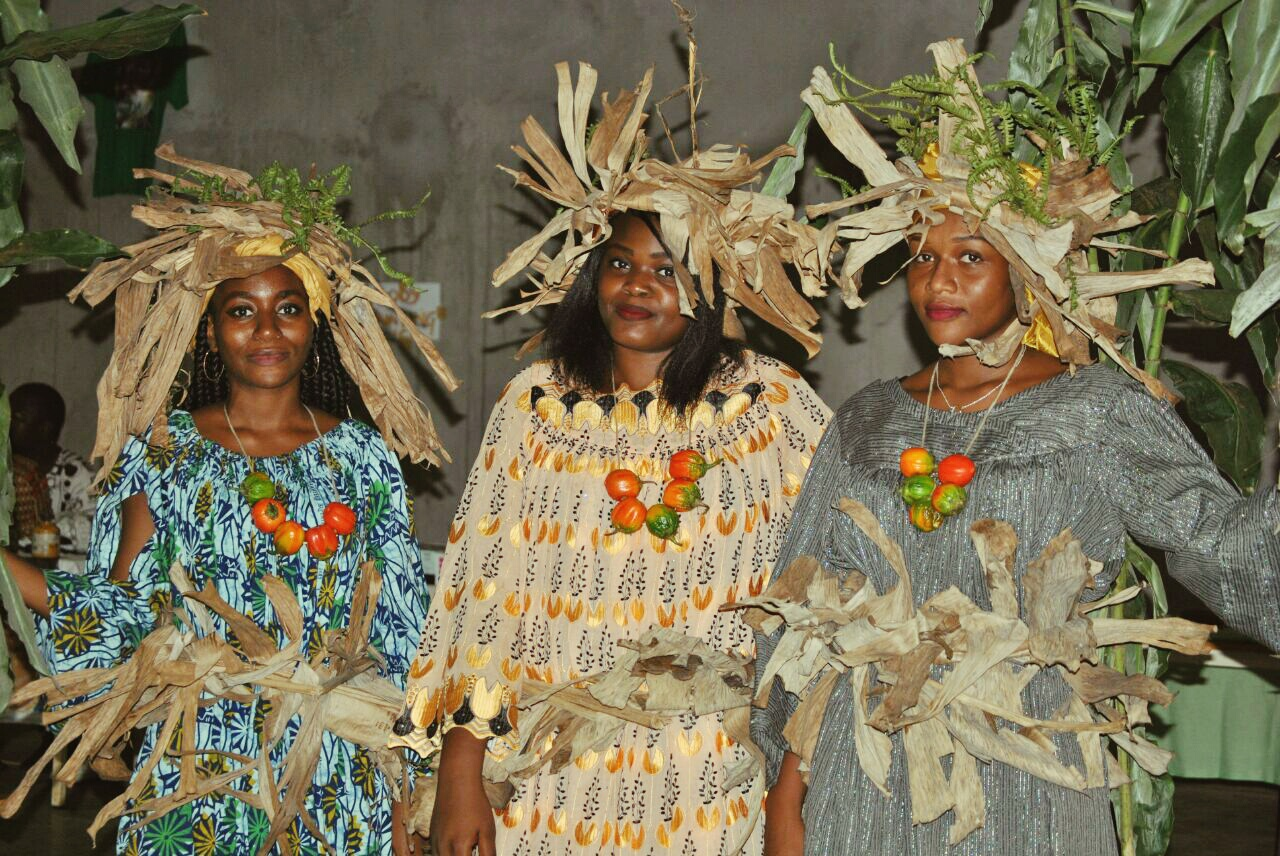
Princesses du peuple Sawa.

La région « Littoral » est celle qui présente lors du recensement de 2005 la plus forte densité du Cameroun avec 124 habitants au km2. La population est alors urbaine à 92,6 %.

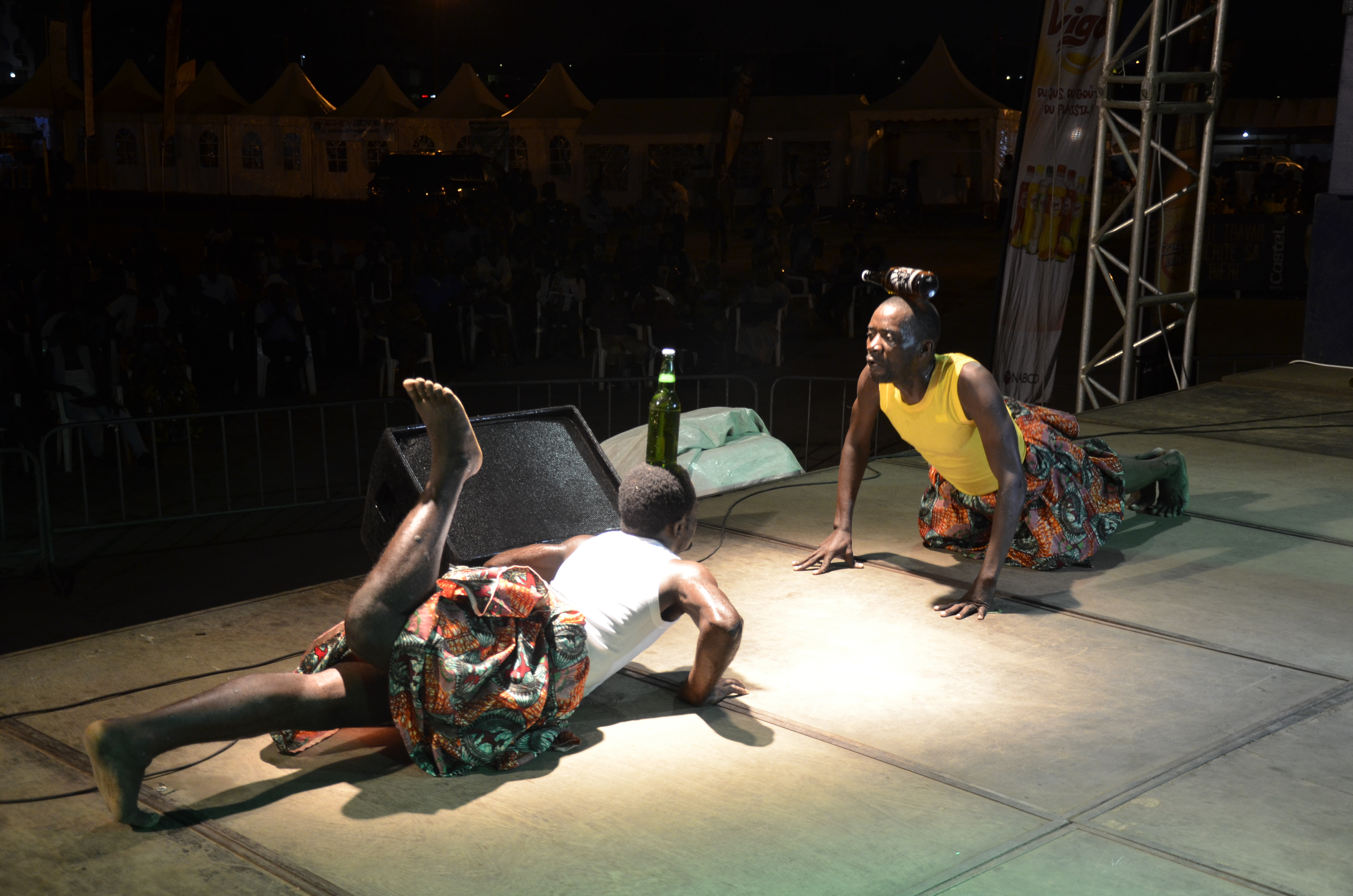
Assiko au festival Mbog Liaa.

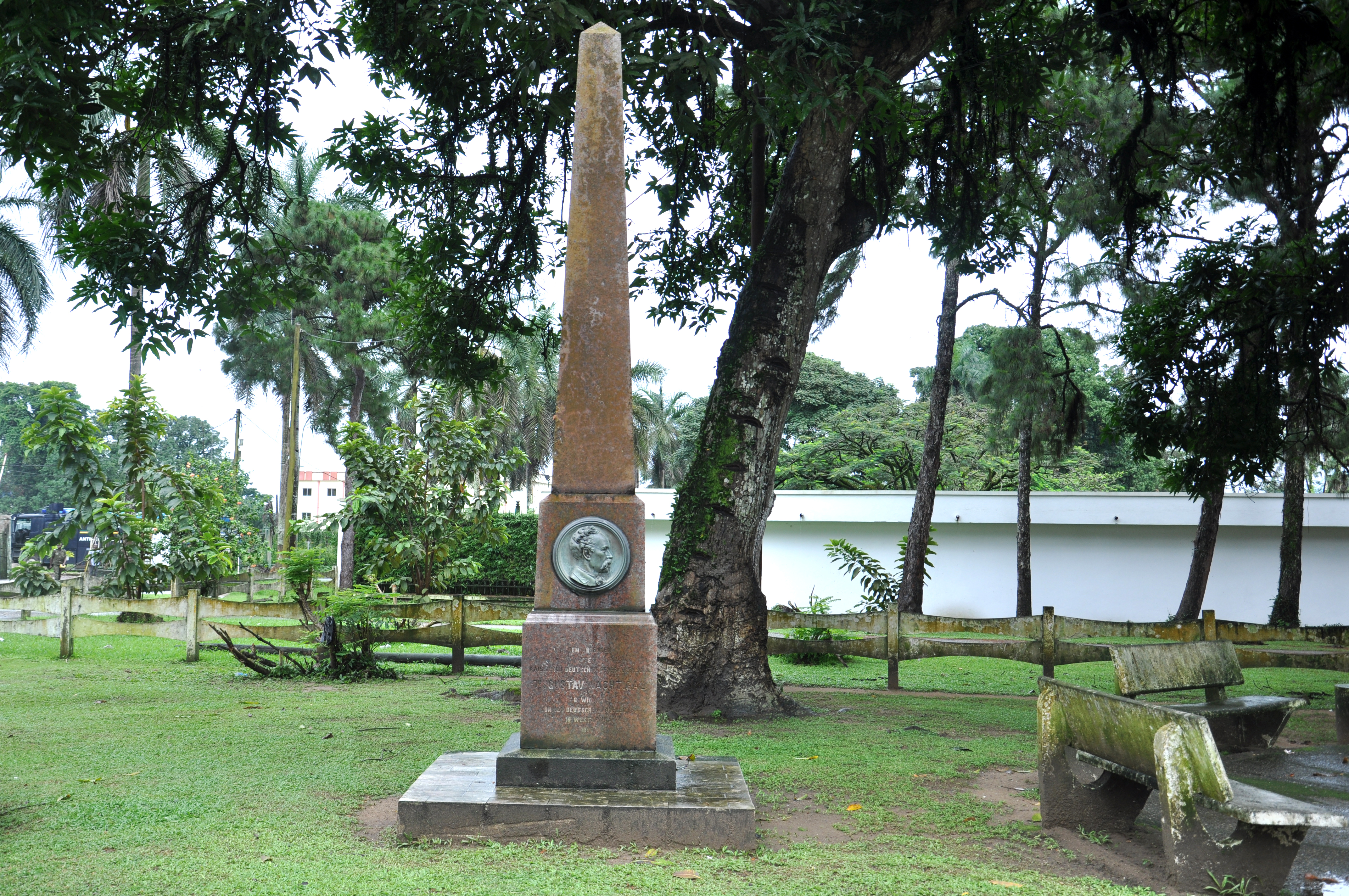
Mémorial de Gustav Nachtigal.

| 1976    | 1985      | 2001      | 2005      | 2009      | 2012      | 2013      | 2015      | 2019      |
| ------- | --------- | --------- | --------- | --------- | --------- | --------- | --------- | --------- |
| 935 166 | 1 352 833 | 2 202 340 | 2 510 263 | 2 822 462 | 3 085 304 | 3 174 437 | 3 354 978 | 3 725 173 |

## Chefferies traditionnelles
La région du Littoral compte dix chefferies traditionnelles de 1er degré, 50 chefferies de 2e degré et 1 108 chefferies de 3e degré.

### Danses des peuples du Littoral au Cameroun

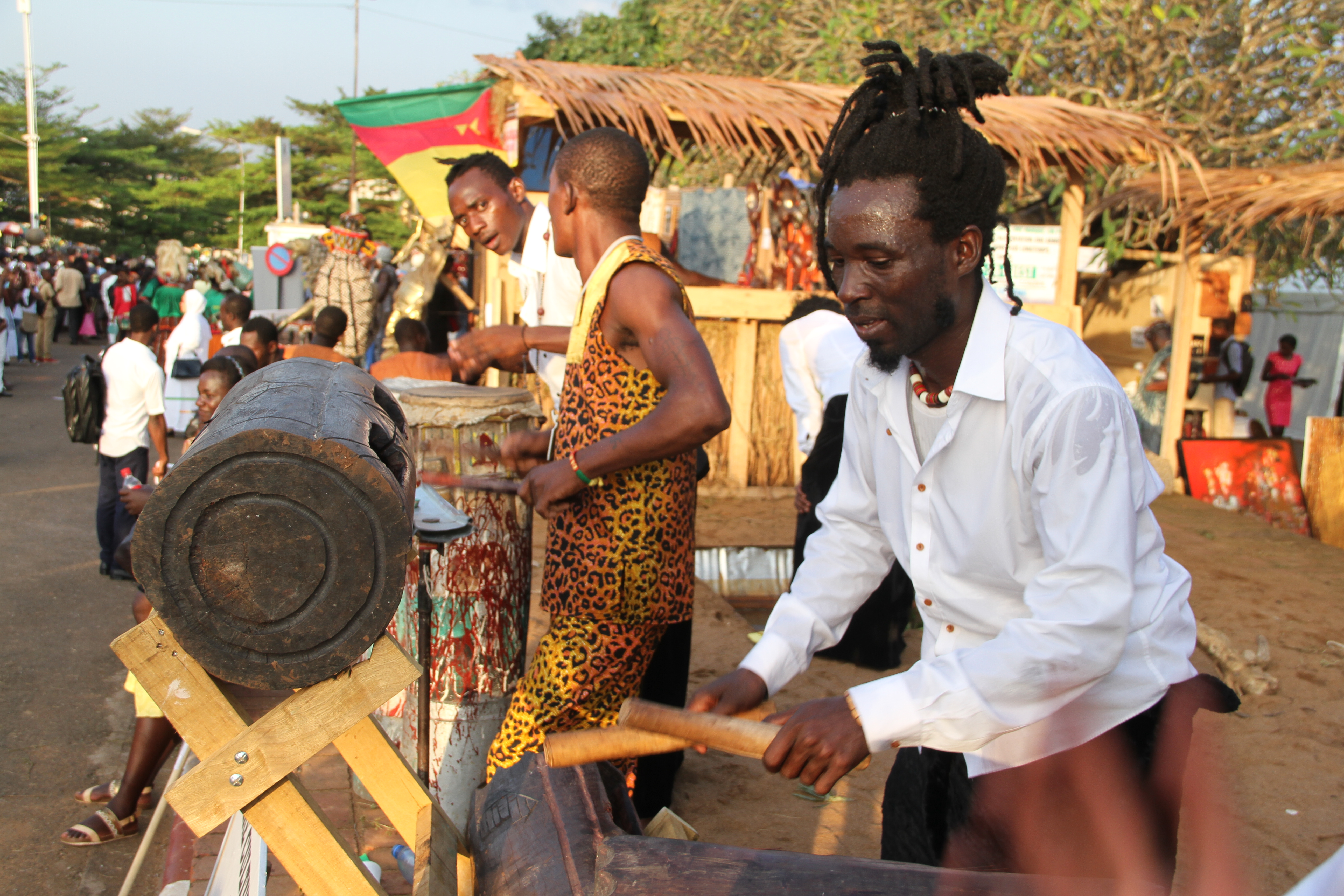
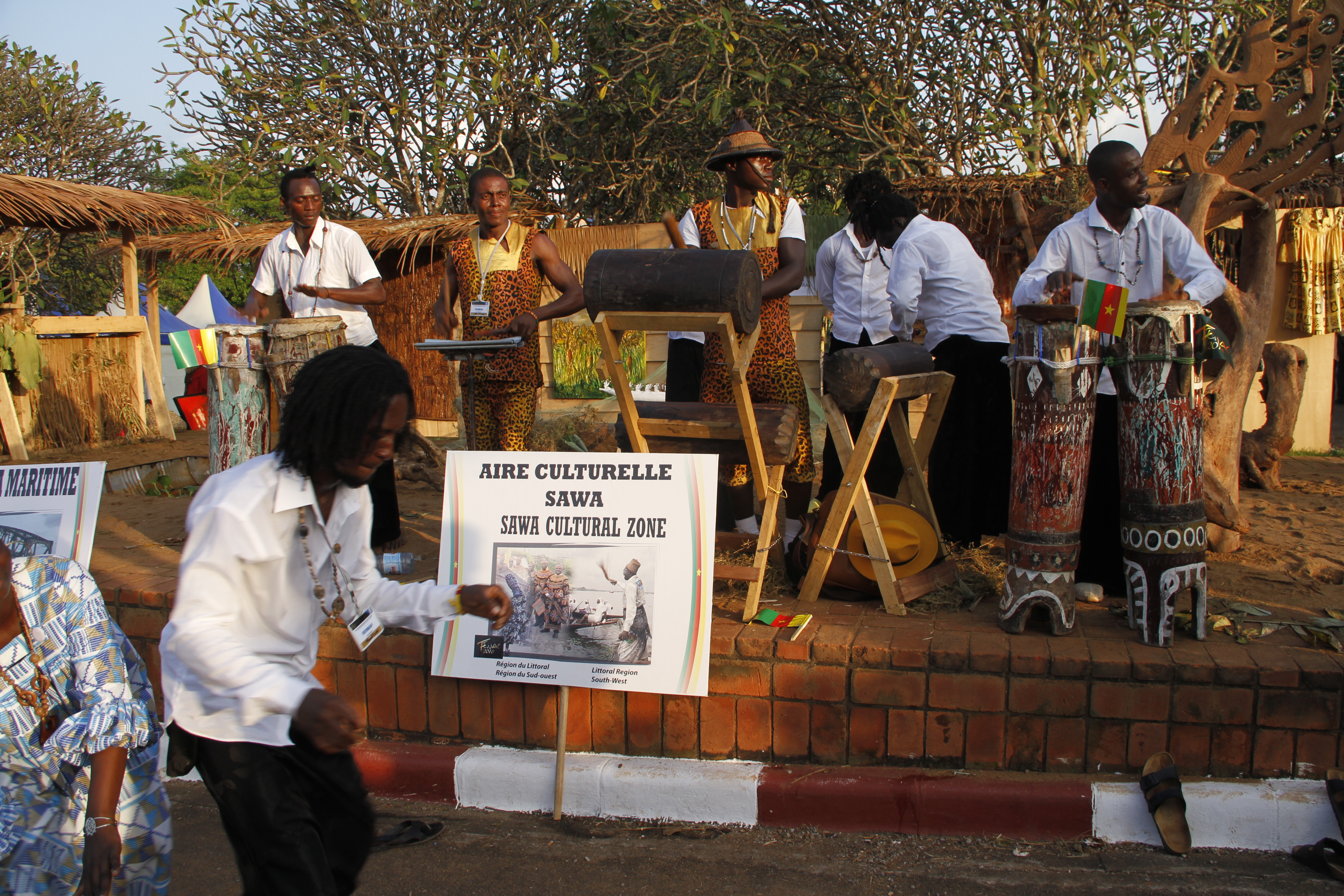
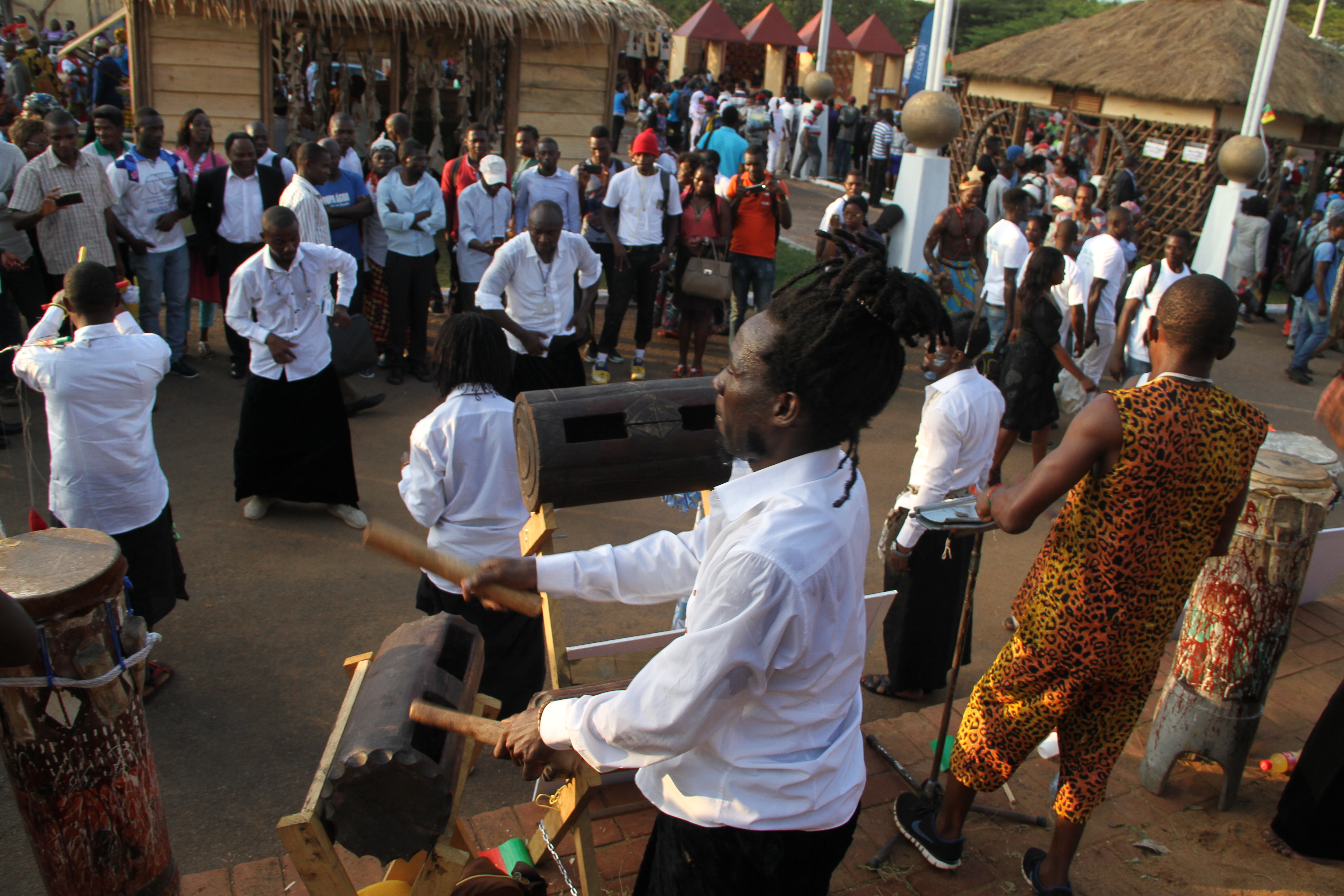
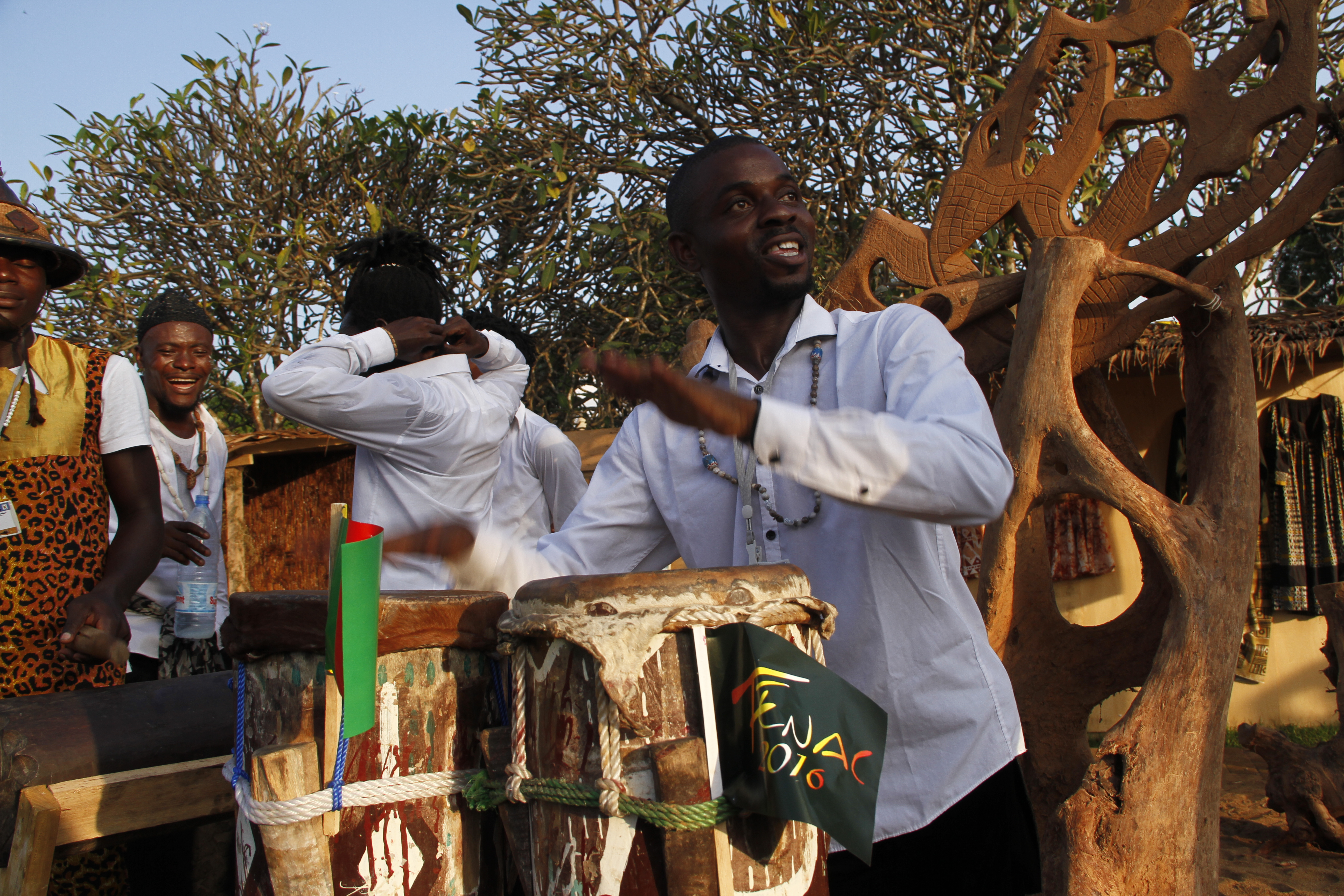
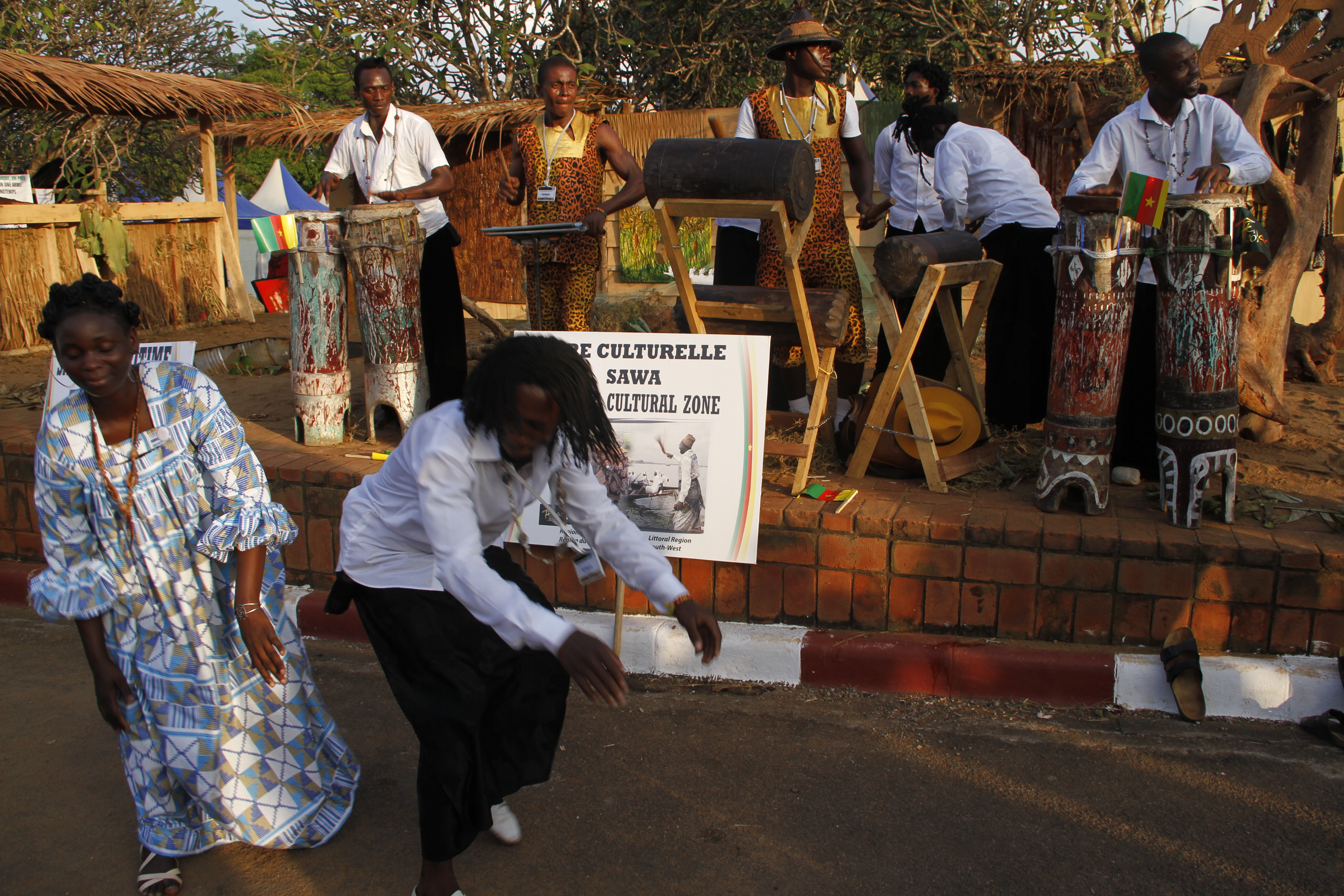
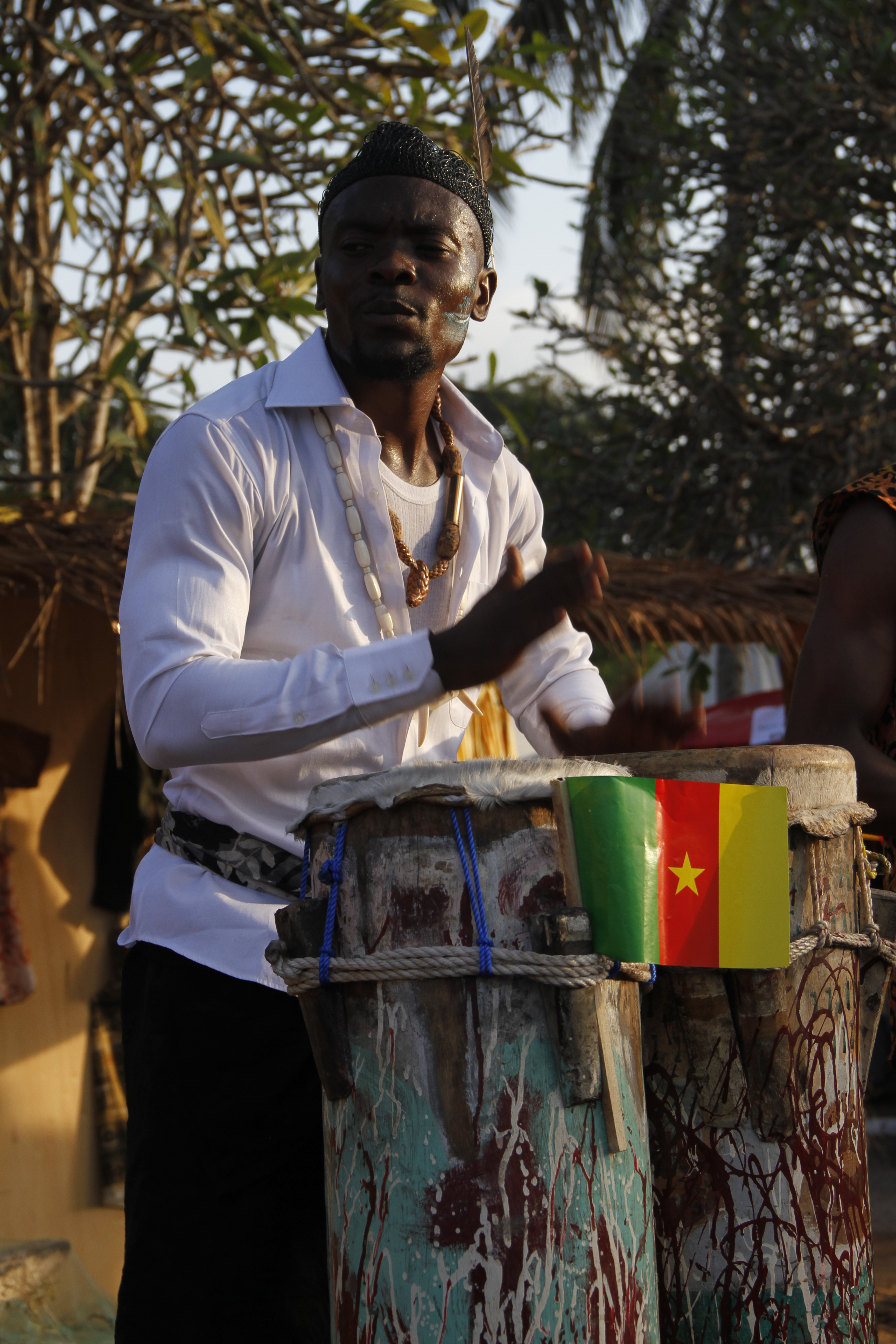
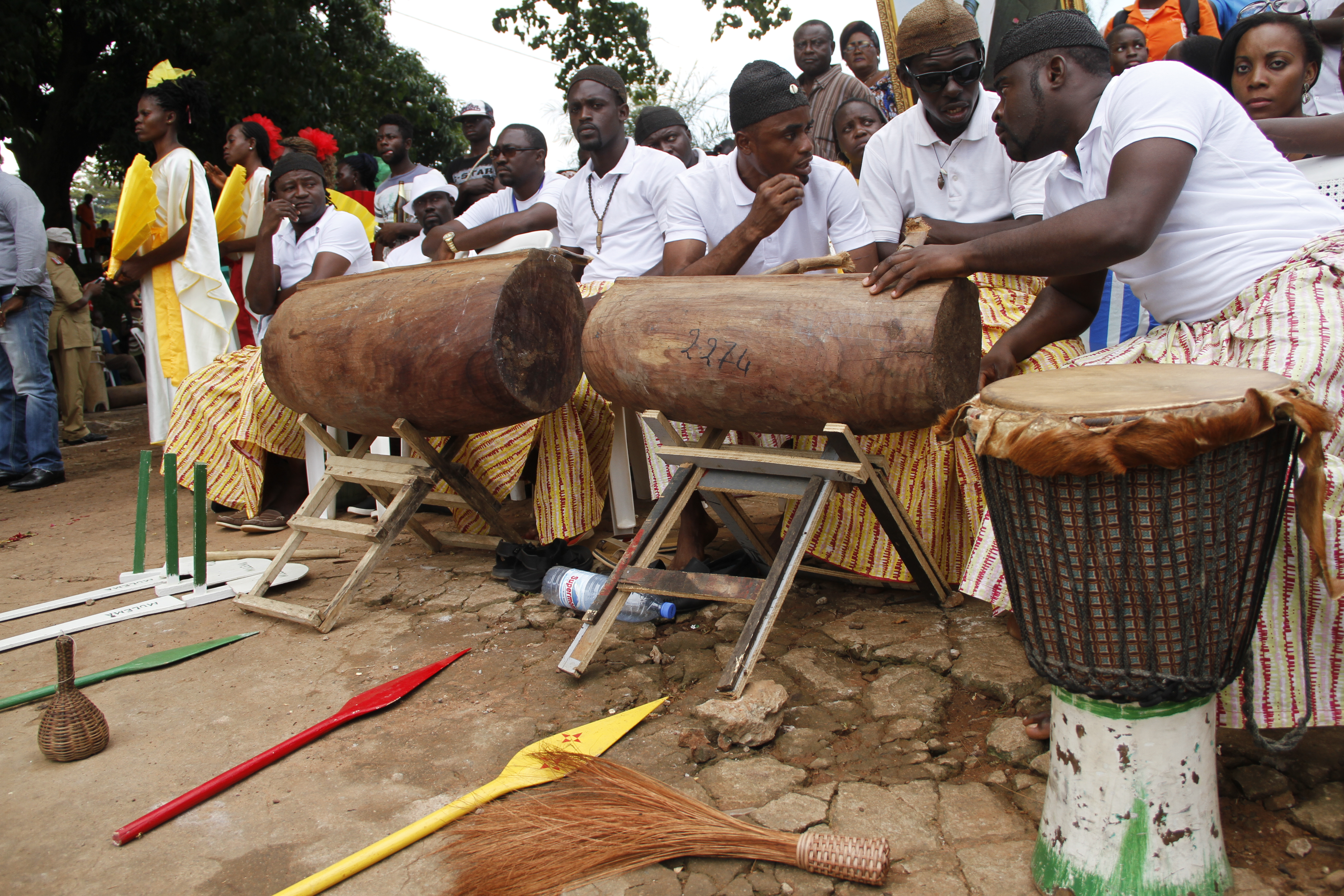
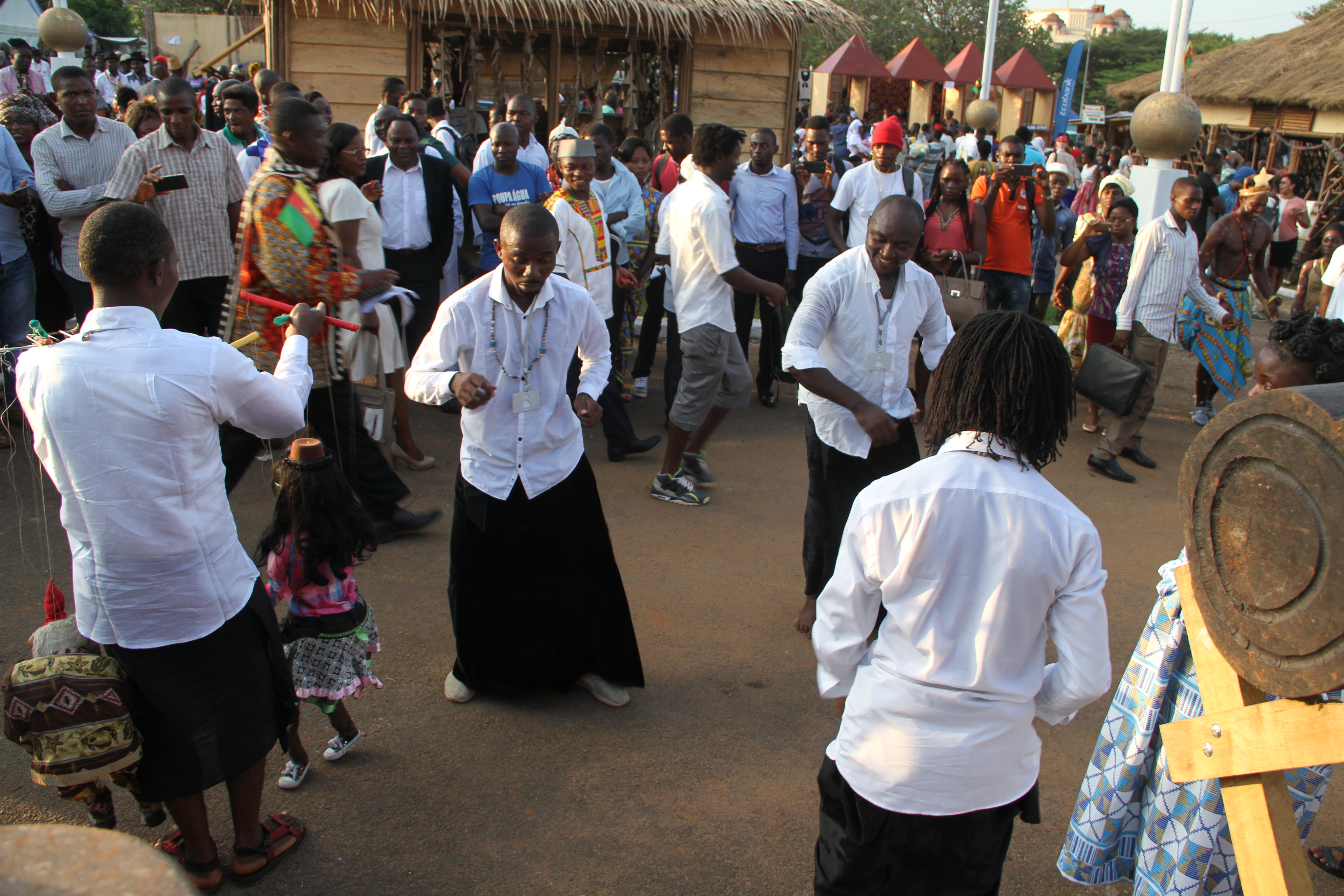

### Accessoires de danses traditionnelles

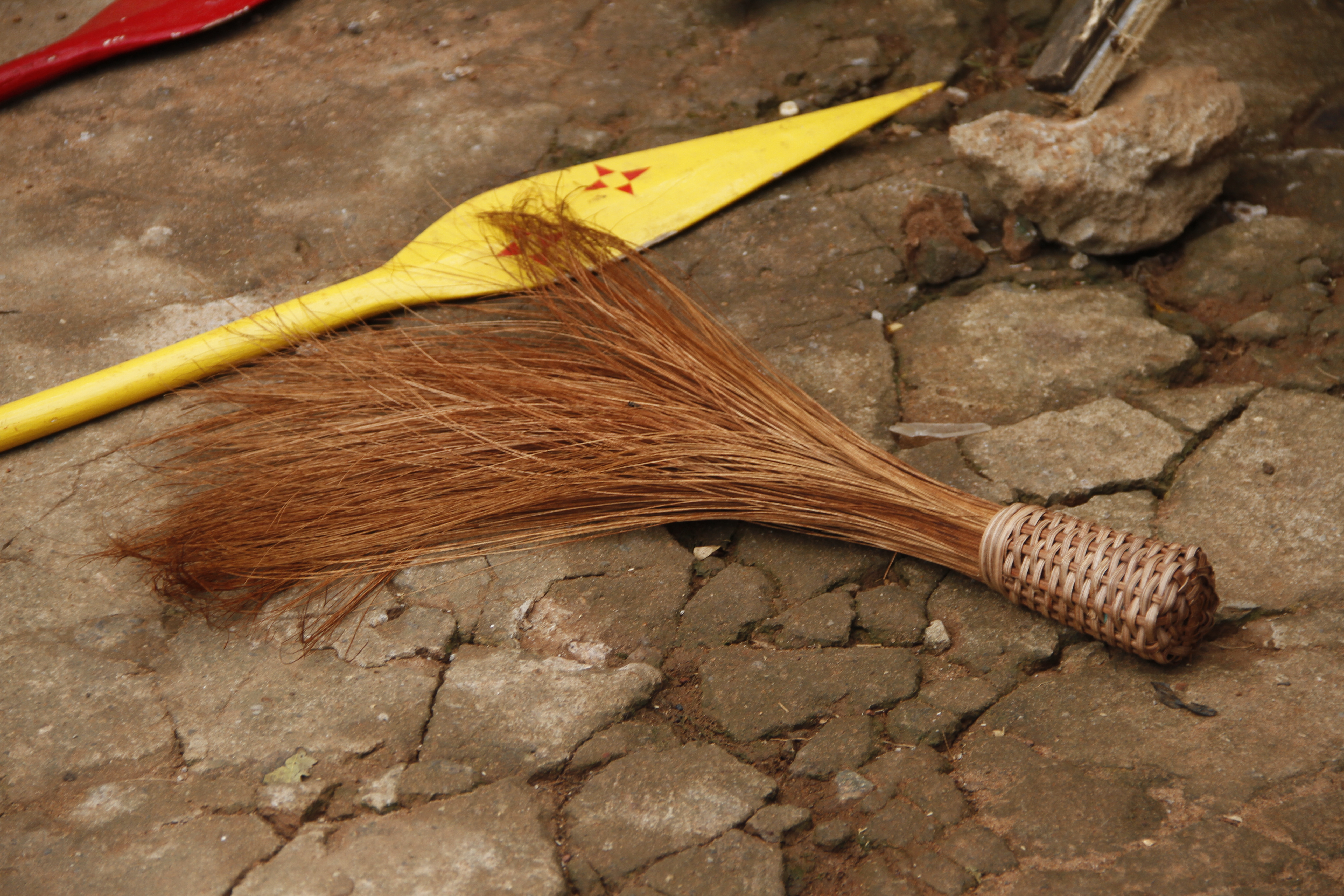

### Instruments de musique traditionnels

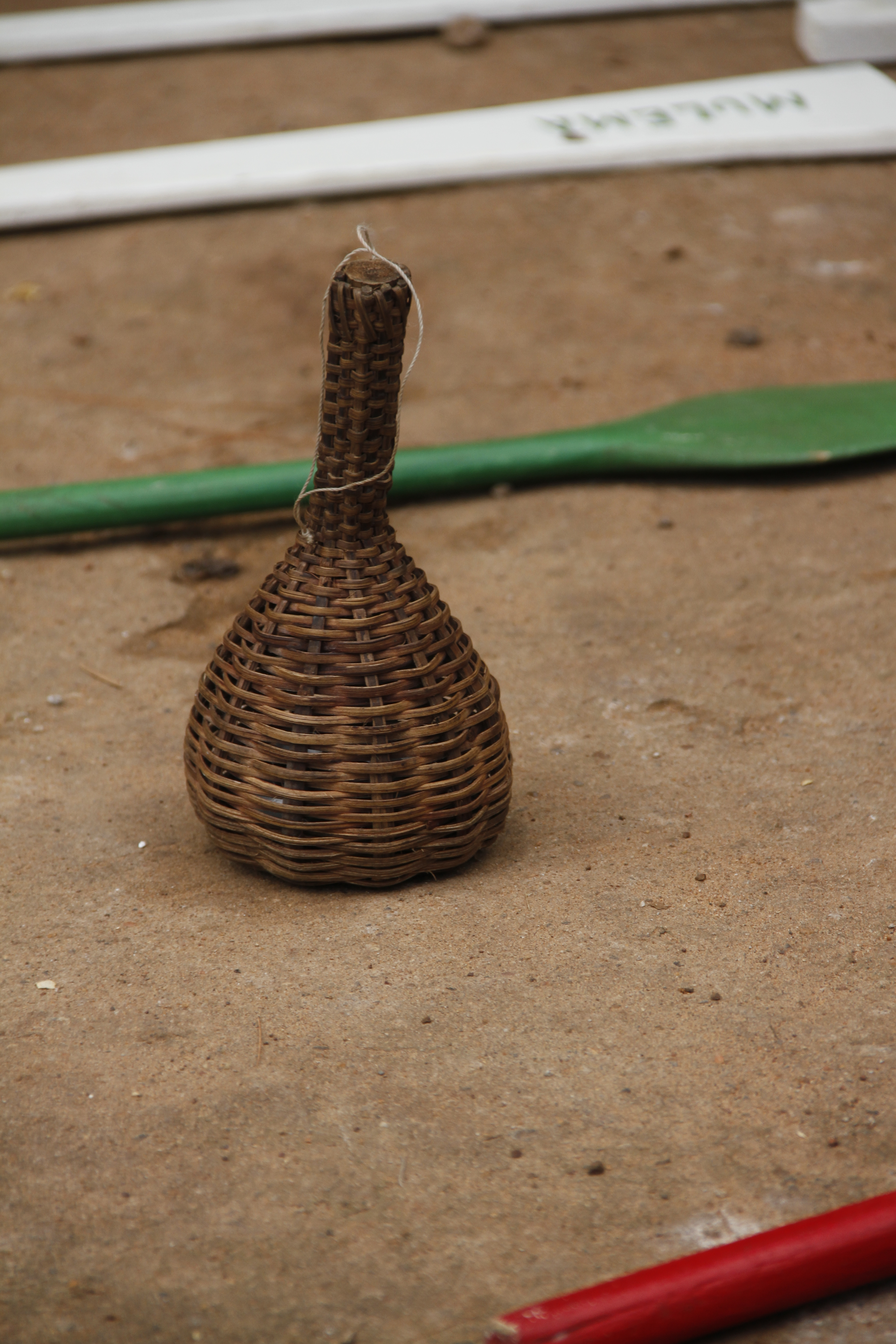
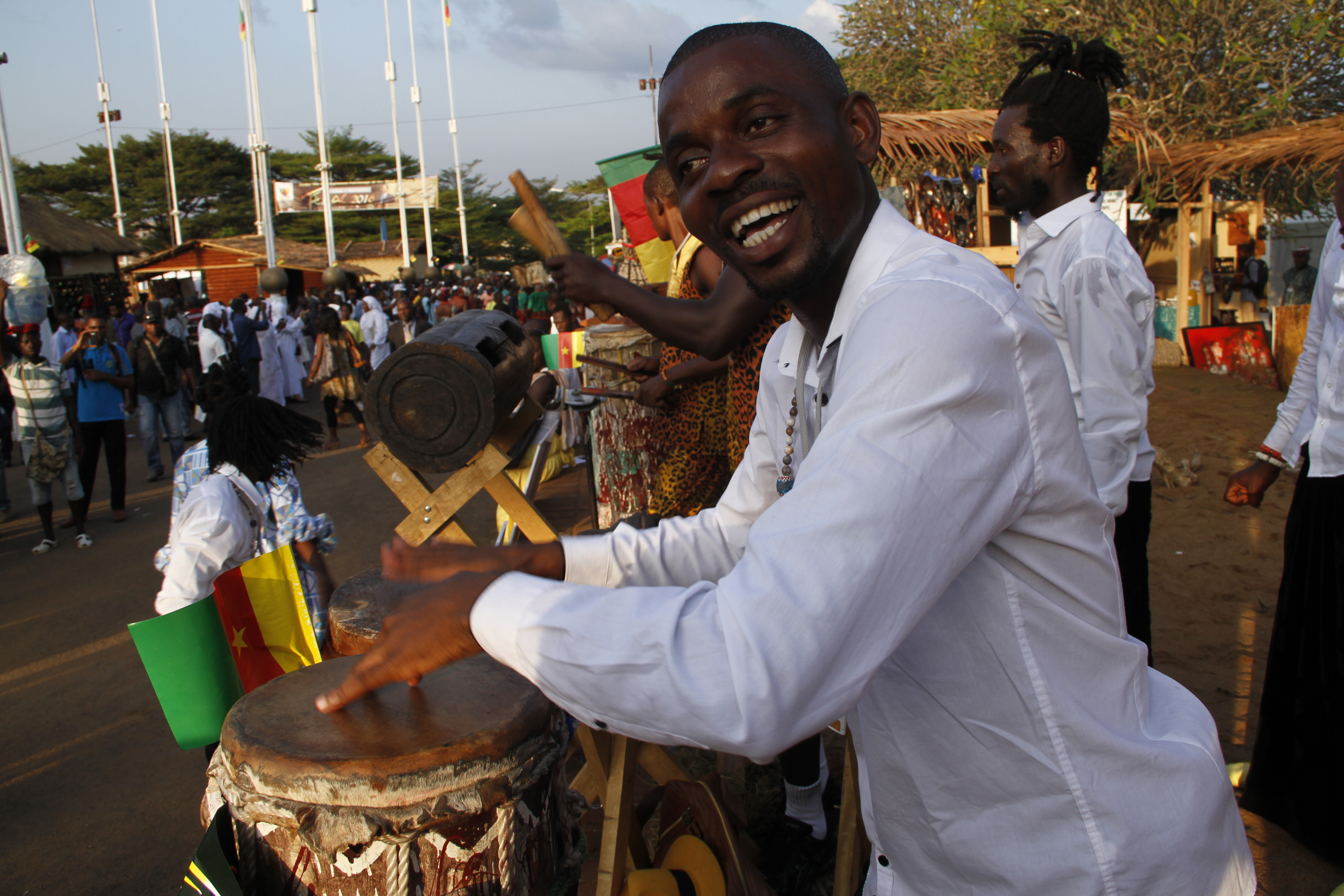
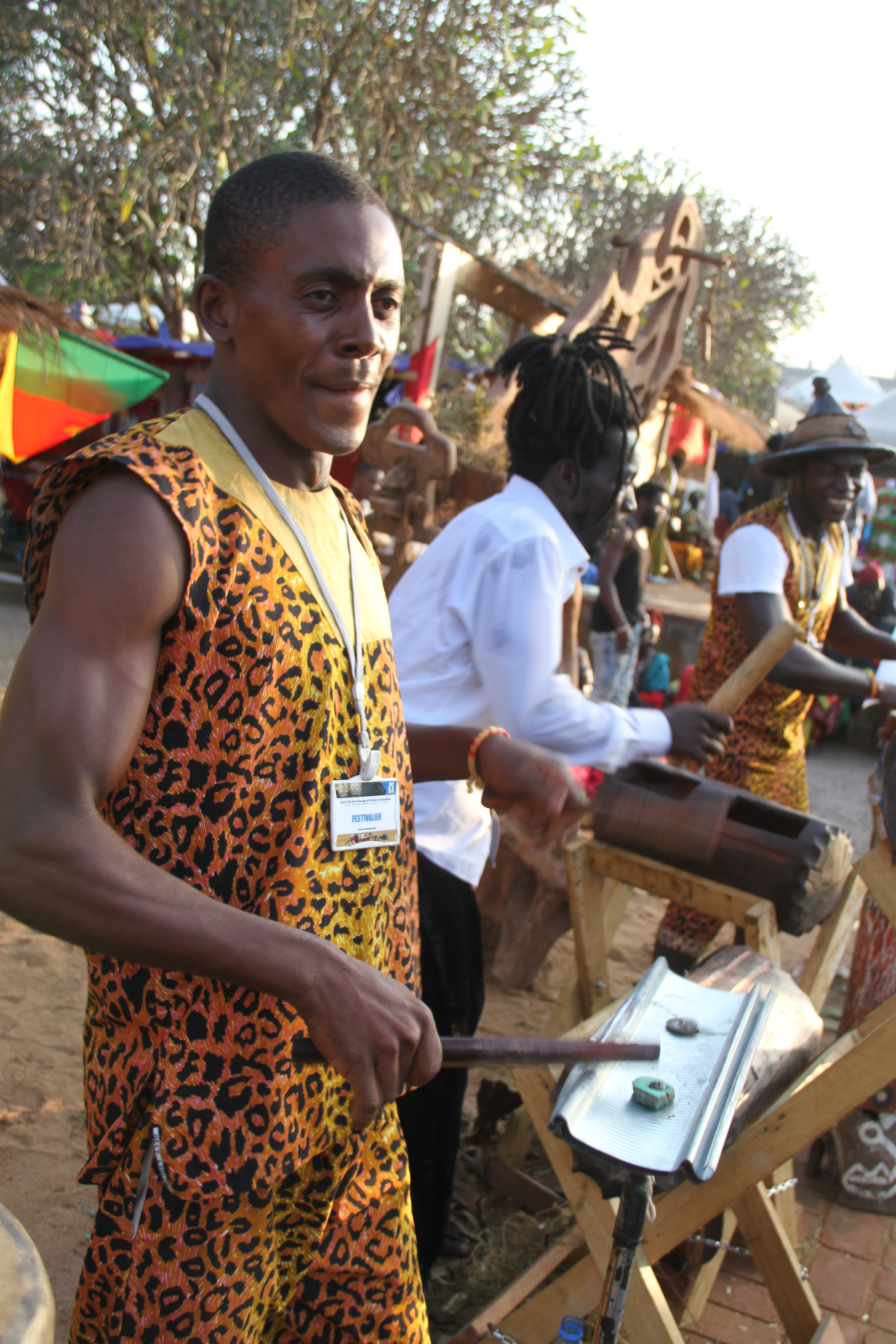

## Culture

### Tenues traditionnelles

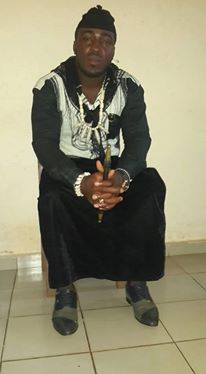
Sanja porté par King Kum Prosper III.
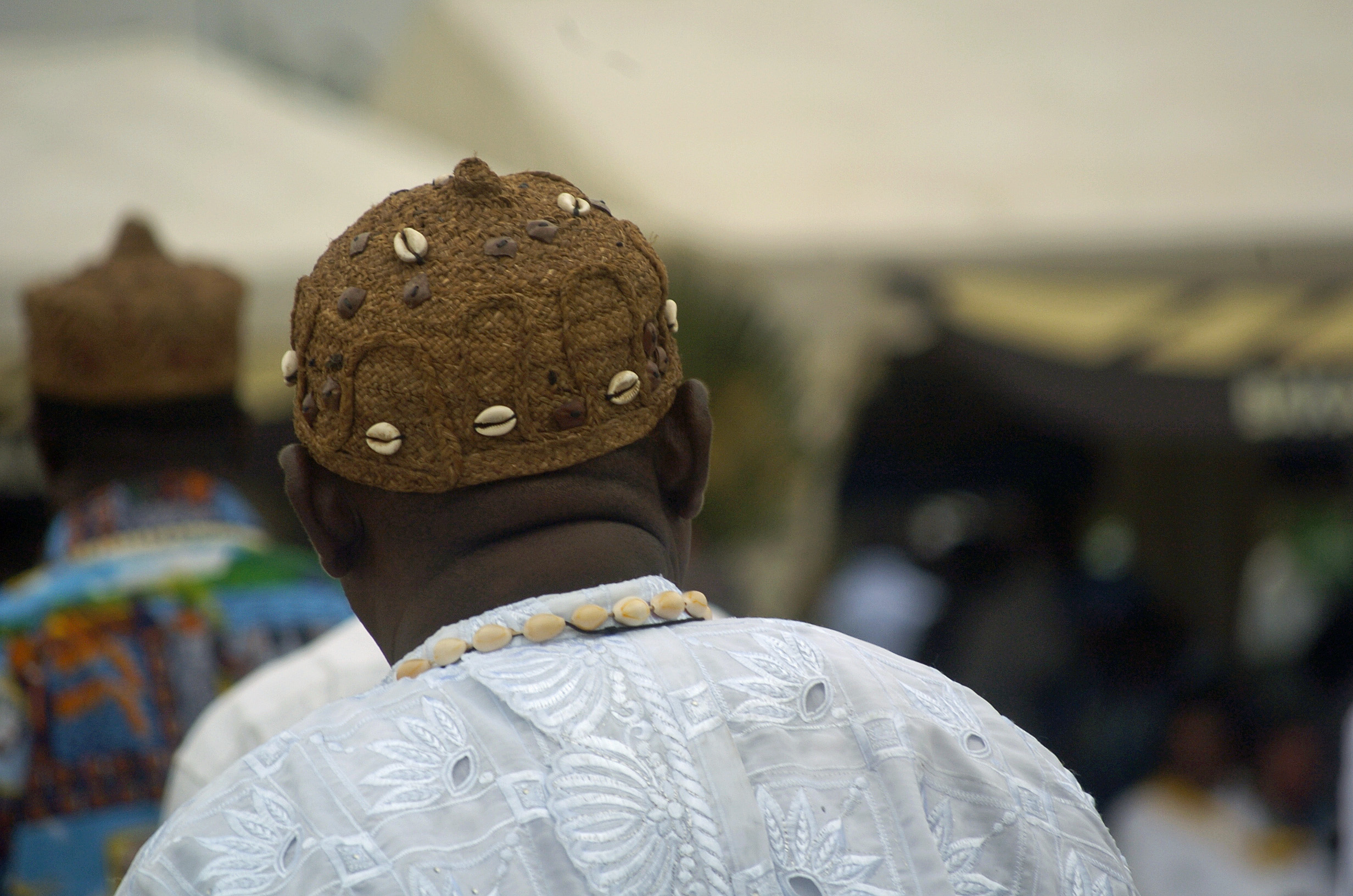
Chapeau traditionnel.
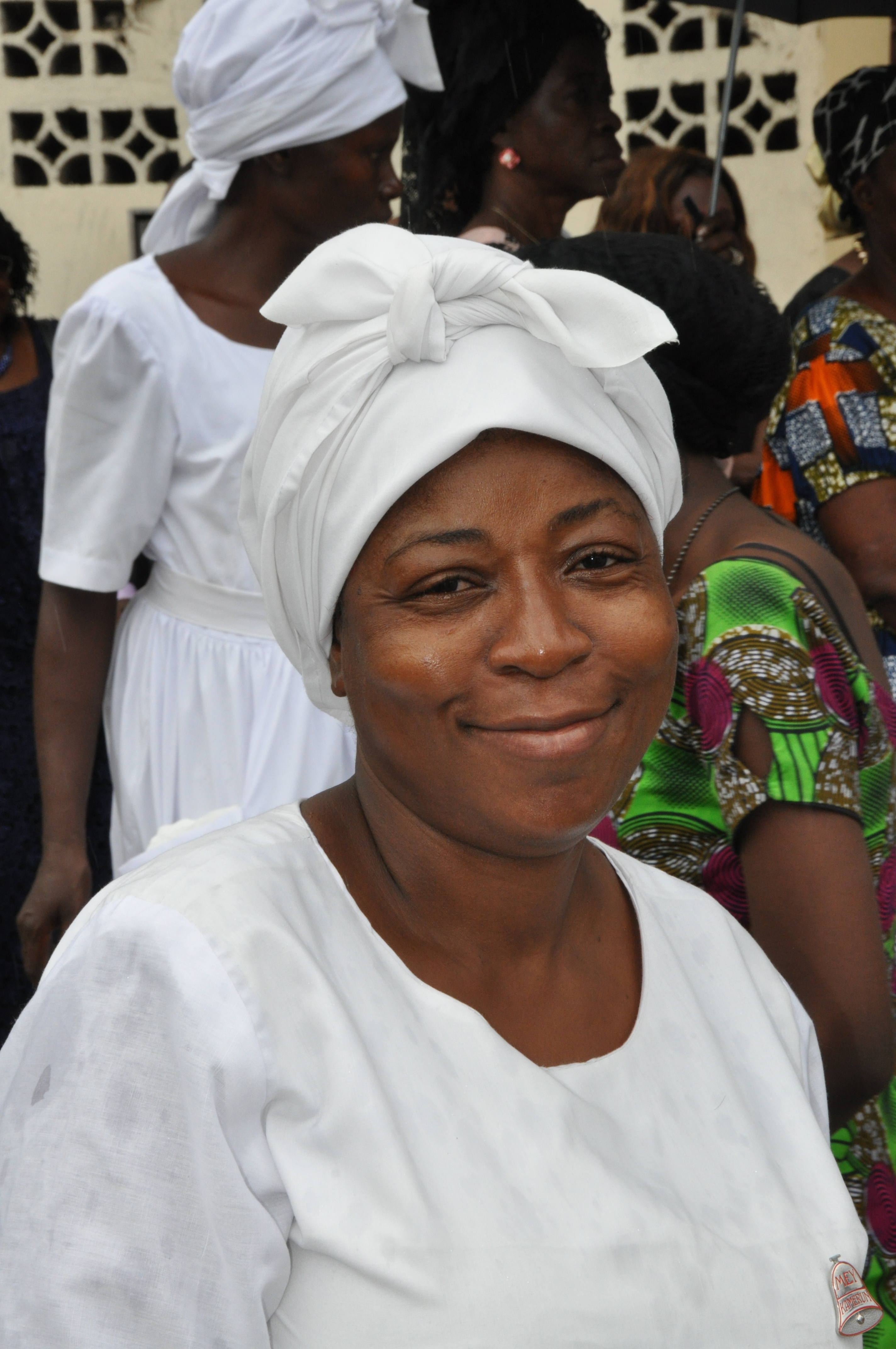
Foulard du Kaba Ngondo.
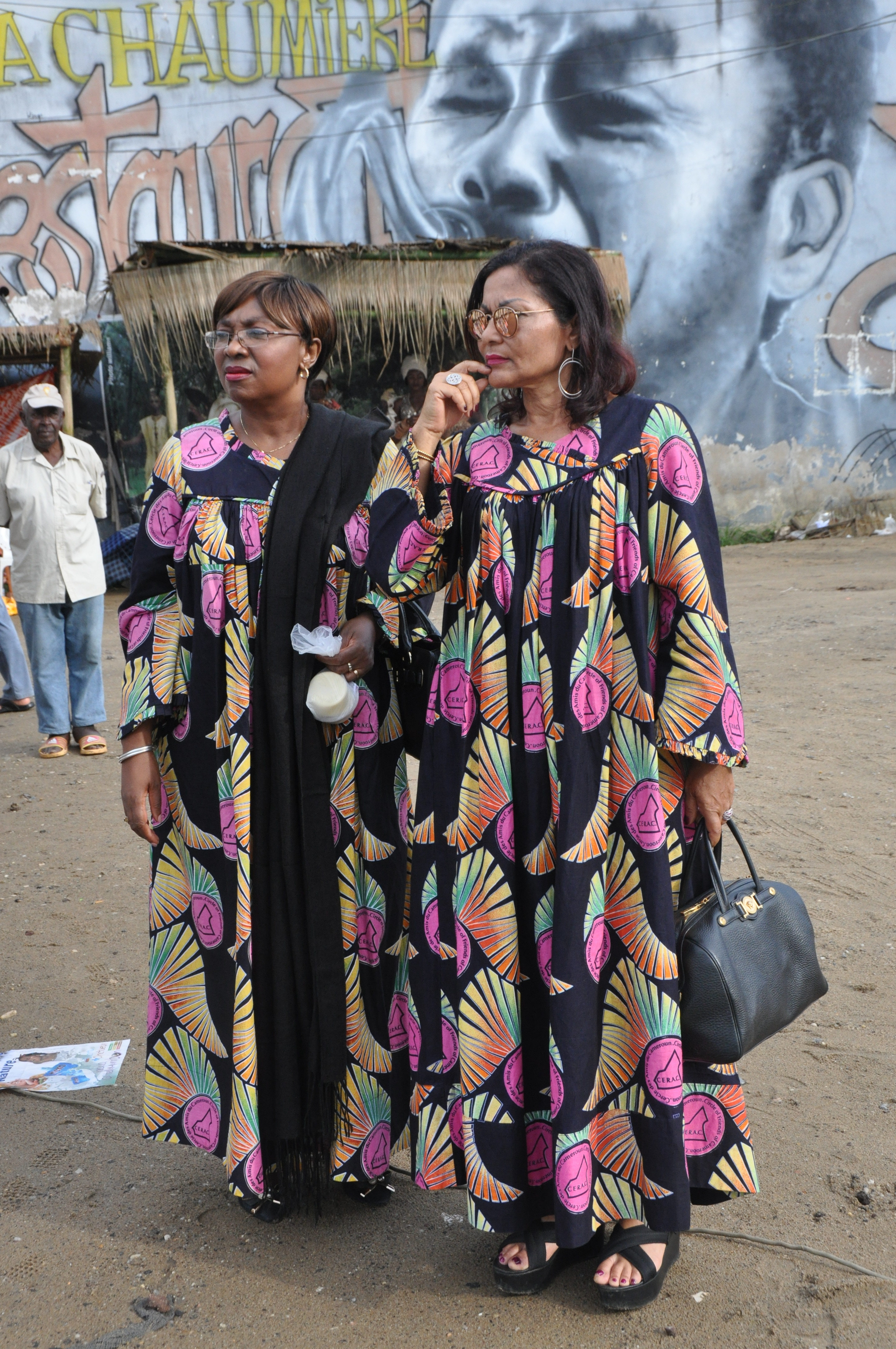
Femmes en kaba Ngondo.